# Contea di Inyo
La contea di Inyo, in inglese Inyo County, è una contea dello Stato della California, negli Stati Uniti. La popolazione al censimento del 2000 era di 17 945 abitanti. Il capoluogo di contea è Independence.

## Geografia fisica
La contea si trova nella parte orientale della California, a est della Sierra Nevada e a sud del Yosemite National Park. L'U.S. Census Bureau certifica che l'estensione della contea è di 26488 km², di cui 26426 km² composti da terra e i rimanenti 62 km² composti di acqua. A est si estendono le White Mountains e le Inyo Mountains. Nella contea si trova la Valle di Owens. Il Monte Whitney, la cima più alta degli stati contigui si trova nella contea, così come il bacino di Badwater, nella Death Valley, il punto più basso del paese (86 metri sotto il livello del mare). La contea ospita diversi pachi e aree protette, tra cui quello il Death Valley National Park, la foresta nazionale di Inyo e il sito storico di interesse nazionale Manzanar.

### Contee confinanti
- Contea di Mono - nord
- Contea di Esmeralda (Nevada) - nord-est
- Contea di Nye (Nevada) - est
- Contea di Clark (Nevada) - sud-est
- Contea di San Bernardino - sud
- Contea di Kern - sud-ovest
- Contea di Tulare - ovest
- Contea di Fresno - ovest

## Storia
L'area è abitata da migliaia di anni da nativi Mono, Timbisha e Kawaiisu. La contea di Inyo venne costituita nel 1866 da parte dei territori delle contee di Mono e di Tulare. Il nome deriva dalla lingua Mono e significa "luogo in cui risiede il grande spirito".

## Infrastrutture e trasporti

### Principali strade ed autostrade
- U.S. Highway 395
- California State Route 127
- California State Route 168
- California State Route 178
- California State Route 190

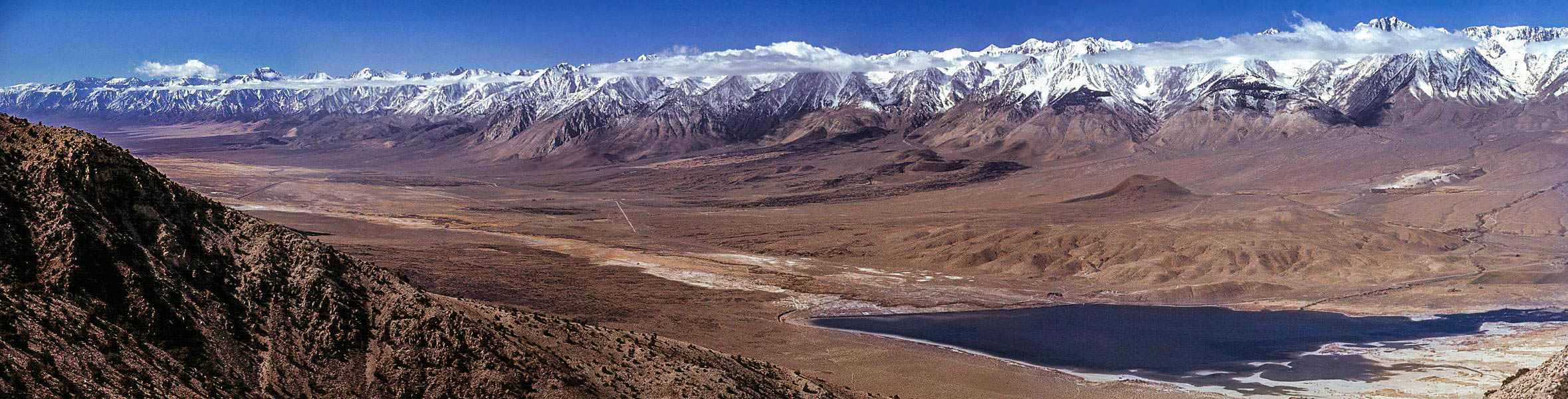
La Valle di Owens

## Comuni
L'unica city è Bishop.

### Census-designated places
- Big Pine
- Cartago
- Charleston View
- Darwin
- Dixon Lane-Meadow Creek
- Furnace Creek
- Homewood Canyon-Valley Wells
- Independence (capoluogo)
- Keeler
- Lone Pine
- Mesa
- Olancha
- Pearsonville
- Round Valley
- Shoshone
- Tecopa
- Trona
- Valley Wells
- West Bishop
- Wilkerson

### Città fantasma[senzafonte]
- Ashford Mill
- Avena
- Bend City
- Bradford Siding
- Burnt Wagons
- Carthage
- Cerro Gordo Landing
- Chloride City
- Chrysopolis
- Clark
- Copperfield
- Coso
- Echo
- Elna
- Furnace
- Furnace Creek Inn
- Greenwater
- Grestley
- Horton
- Intake
- Jay
- Kasson
- Kearsarge
- Lane Mill
- Leadfield
- Lee
- Lila C
- Lone Pine Station
- Lookout City
- Manzanar
- Narka
- Newburyport
- Nine Mile Station
- Noonday Camp
- Owensville
- Panamint
- Reilly
- San Carlos
- Scheelite
- Schwaub
- Skidoo
- Skyes
- Sodan
- Stewarts
- Sunland
- Swansea
- Tule Station
- White Mountain City